# Красная Заря (Краснозоренский район)
Красная Заря — посёлок в Орловской области России, центр Краснозоренского района и Краснозоренского сельского поселения.
Железнодорожная станция Красная Заря на линии Орёл-Елец.

## Физико-географическая характеристика
Посёлок расположен в 130 км на восток от Орла на Среднерусской возвышенности в центре Восточно-Европейской равнины. Территория представляет собой приподнятую холмистую равнину и отличается большой изрезанностью.

### Время
Красная Заря, как и вся Орловская область, находится в часовой зоне МСК (московское время). Смещение применяемого времени относительно UTC составляет +3:00. Время в посёлке Красная Заря опережает географическое поясное время на один час.

### Климат
Посёлок Красная Заря удалён от моря и отличается умеренно—континентальным климатом (в классификации Кёппена — Dfb), который зависит от северо-западных океанических и восточных континентальных масс воздуха, взаимодействующих между собой и определяющих изменения погоды. Зима умеренно прохладная. Периодически похолодания меняются оттепелями. Лето неустойчивое, со сменяющимися периодами сильной жары и более прохладной погоды.
Атмосферные осадки выпадают в умеренном количестве, по месяцам распределяются неравномерно. Наибольшее их количество выпадает в летнее время. Увлажнение достаточное.

## История
5 августа 1929 года посёлок становится центром Волновского района Елецкого округа Центрально-Чернозёмной области. В 1935 году район переименован в Краснозоренский (с 1937 года — в Орловской области).
С 1 января 2006 года посёлок является центром Краснозоренского сельского поселения, объединяющего 8 населённых пунктов.

## Население
| 1939 | 1959  | 1989  | 2002  | 2010  |
| ---- | ----- | ----- | ----- | ----- |
| 1234 | ↗1632 | ↗1821 | ↗1826 | ↘1565 |